# Jorma Kinnunen
Jorma Vilho Paavali Kinnunen (Pihtipudas, 15 dicembre 1941 – Äänekoski, 25 luglio 2019) è stato un giavellottista finlandese, vincitore di una medaglia d'argento ai Giochi olimpici di Città del Messico 1968 e detentore del record mondiale da giugno 1969 a luglio 1972.
Era padre del giavellottista Kimmo Kinnunen.

## Palmarès
| Anno | Manifestazione  | Sede              | Evento                 | Risultato | Prestazione | Note |
| ---- | --------------- | ----------------- | ---------------------- | --------- | ----------- | ---- |
| 1964 | Giochi olimpici | Tokyo             | Lancio del giavellotto | 6º        | 76,94 m     |      |
| 1966 | Europei         | Budapest          | Lancio del giavellotto | 12º       | 70,48 m     |      |
| 1968 | Giochi olimpici | Città del Messico | Lancio del giavellotto | Argento   | 88,58 m     |      |
| 1969 | Europei         | Atene             | Lancio del giavellotto | 10º       | 74,82 m     |      |
| 1971 | Europei         | Helsinki          | Lancio del giavellotto | 5º        | 80,96 m     |      |
| 1972 | Giochi olimpici | Monaco            | Lancio del giavellotto | 6º        | 82,08 m     |      |